# Bán voi trắng

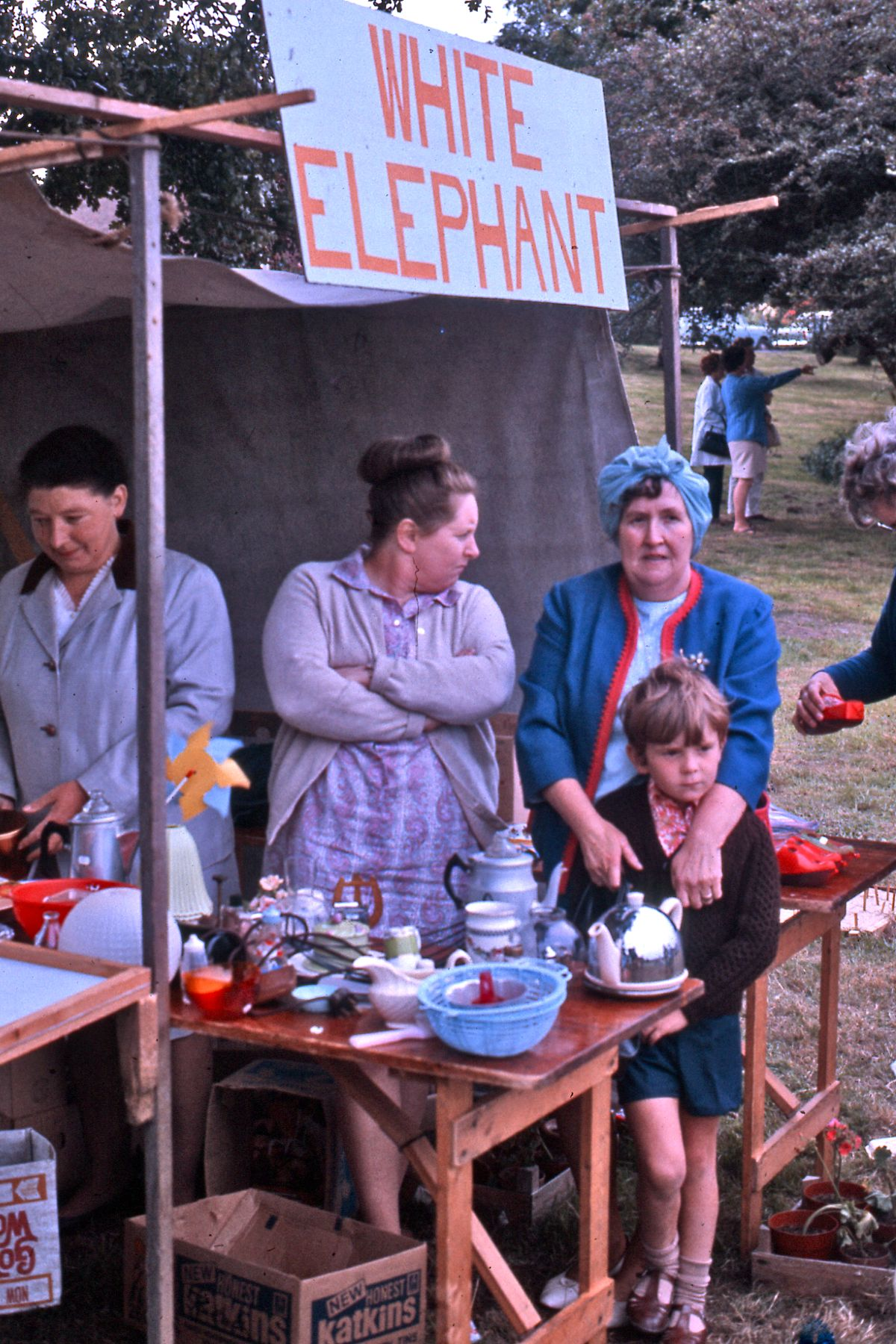
Bán voi trắng tại hội chợ nước Anh, năm 1971

Bán voi trắng là một tập hợp các mặt hàng đã sử dụng đang được bán, gần giống như bán ngoài sân hoặc bán trong ga-ra, thường là một hoạt động gây quỹ có mục đích.

## Từ nguyên
Thuật ngữ " voi trắng " dùng để chỉ một món quà xa hoa nhưng nặng nề không thể dễ dàng vứt bỏ, dựa trên truyền thuyết về vua Xiêm tặng những con voi bạch tạng quý hiếm cho các triều thần đã làm ông khó chịu để họ bị hủy hoại bởi chi phí nuôi voi.
"Bán voi trắng" bán các mặt hàng giữ lại một số giá trị nhưng không có giá trị nội tại; vật phẩm thường được gọi là voi trắng. Những mặt hàng như vậy vẫn có thể tìm thấy người mua nhưng giá trị bán lại của chúng rất khó ước tính.

## Sự miêu tả
Bán voi trắng thường được tổ chức bởi các tổ chức phi lợi nhuận như nhà thờ và trường học để quyên tiền cho một mục đích từ thiện hoặc một dịp đặc biệt như Lễ Phục sinh hoặc Ngày của Mẹ. Họ hoạt động theo cách tương tự như các cửa hàng tiết kiệm của Cứu thế quân. Thành viên hoặc bạn bè của tổ chức bán voi trắng sẽ tặng những món đồ cũ mà họ không còn sử dụng, hoặc nếu không còn quan tâm để sở hữu.
Sau khi các mặt hàng đã được thu thập, việc bán hàng sẽ được tổ chức, thường kéo dài hơn một ngày theo kiểu fête công khai. Tình nguyện viên thường kiểm tra và sắp xếp các mặt hàng sẽ được bán. Các mặt hàng được bán với giá thấp, vì nhiều thứ đã lỗi thời hoặc chỉ hữu ích cho một số người nhất định và sẽ không được bán.
Bán voi trắng thường hữu ích cho người mua và người sưu tầm, bởi vì nó là cơ hội để mua các mặt hàng cũ và khó tìm hơn. Trong những ngày trước khi các trang web đấu giá và giao dịch trực tuyến, bán voi trắng, cùng với các cửa hàng tiết kiệm, bán hàng trong sân và cửa hàng cầm đồ là những cách phổ biến để mua đồ sưu tầm và các mặt hàng lẻ không có sẵn trong các cửa hàng bán lẻ.

## Hạn chế
Vấn đề có thể nảy sinh với việc bán voi trắng ở chỗ cần rất nhiều không gian để chứa các mặt hàng. Vấn đề hơn nữa là nhiều mặt hàng sẽ không được bán trong một năm, nhưng trong trường hợp bán hàng năm, sẽ được giữ lại để bán vào năm tới. Điều này đòi hỏi một lượng lớn không gian được dành riêng cho việc lưu trữ mở rộng của các mặt hàng.
Các vấn đề khác bao gồm không có khả năng di chuyển hàng hóa, hoặc bán được rất ít tiền, mặc dù đầu tư ban đầu thấp (hoặc không tồn tại). Ngoài ra, nhiều mặt hàng được tặng thường không có giá trị bán, vì chúng bị hỏng hoặc rõ ràng là vô giá trị và chỉ được tặng chỉ vì người sở hữu không cần đến chúng.
Bán voi trắng cũng thường mang tiếng là bán các mặt hàng vật hào nhoáng, nhưng không có giá trị thực sự.